# Равновесие страха (мультфильм)
«Равновесие страха» — советский антимилитаристский мультфильм 1973 года. Режиссёрский дебют Эдуарда Назарова.

## Сюжет
Двое соседей, параноидально боящихся за свою безопасность, начинают гонку вооружений и превращаются во врагов. Соревнование между ними достигает апогея, и в момент наивысшего напряжения гору нацеленного друг в друга суперсовременного оружия задевает крыльями птичка, что вызывает взаимную стрельбу и атомную аннигиляцию. Расколовшиеся полушария Земного шара напоминают постепенно уравновешивающиеся чаши весов, из каждой вылезают выжившие соседи. Но в руках одного появляется дубина, а другой в ответ достаёт каменный топор… 

## Создатели
- Автор сценария: Анатолий Колошин

- Режиссёр: Эдуард Назаров

- Художники-постановщики: Владимир Зуйков, Эдуард Назаров, Фёдор Хитрук

- Звукооператор: Георгий Мартынюк

## Награды и премии
- 1976 — «Гран-при» на МКФ в Оберхаузене[1].